# Emma Raducanu
Emma Raducanu (Toronto, 13 de novembro de 2002) é uma tenista profissional britânica, nascida no Canadá.
Ela alcançou o 10º lugar no ranking da carreira pela WTA em 11 de julho de 2022. Raducanu é a primeira mulher britânica a ganhar um título individual de Grand Slam desde Virginia Wade no Torneio de Wimbledon de 1977.
Raducanu nasceu em Toronto e cresceu em Londres. Ela fez sua estreia no WTA Tour em junho de 2021. Com uma entrada por "wild card" em Wimbledon, classificada fora do top 300, ela alcançou a quarta rodada em seu primeiro grande torneio. No US Open de 2021, Raducanu se tornou a primeira vinda da qualificatória de simples na "Era Aberta" a ganhar um título de Grand Slam, derrotando a canadense Leylah Fernandez na final em 11 de setembro, aos 18 anos, sem perder nenhum set no torneio. Foi o segundo torneio de Grand Slam de sua carreira, fazendo dela a oitava jogadora mais jovem da história a conquistar um Grand Slam; ela também detém o recorde da Era Aberta de menor número de Majors disputados antes de ganhar um título. Além disso, ela ganhou três títulos de simples no Circuito Feminino da ITF.

## Vida pessoal e educação
Emma Raducanu (/ˌræduˈkɑːnuː/ RAD-oo-KAH-noo); nasceu em 13 de novembro de 2002 em Toronto, no Canadá e se mudou para o Reino Unido aos dois anos de idade, e foi criada em Bromley, Inglaterra. Seu pai Ion Raducanu (pronuncia-se [r?du'kanu]) é de Bucareste, Romênia, e sua mãe Renee Zhai (Dongmei) é de Shenyang, China. Ela disse que seus pais "ambos vieram de famílias muito acadêmicas ... [em] países comunistas, então a educação era meio que sua única opção". Seus pais trabalham no setor financeiro.
Sua família mudou-se para a Inglaterra quando ela tinha dois anos, e ela possui cidadania britânica e canadense. Ela é fluente em mandarim e quase fluente em romeno; suas avós moram em Bucareste e no nordeste da China. Raducanu começou a jogar tênis aos cinco anos de idade, enquanto também participava de vários outros esportes e atividades quando criança, como basquete, golfe, kart, motocross, esqui, equitação e balé. Raducanu é fã da Fórmula 1 e do clube de futebol Tottenham Hotspur.
Ela frequentou a Bickley Primary School seguida pela Newstead Wood School, uma escola de gramática seletiva em Orpington, onde obteve um A* em matemática e um A em economia em seus A-Levels. Raducanu afirmou que gostaria de se tornar tão atlética quanto Simona Halep e aspira à mentalidade e à ética esportiva de Li Na.
Em 28 de janeiro de 2022, um homem chamado Amrit Magar foi considerado culpado de perseguir Raducanu em sua casa. Raducanu disse que os incidentes a fizeram se sentir insegura em sua casa e preocupada em sair sozinha. Em 23 de fevereiro de 2022, o infrator foi condenado a uma ordem comunitária e também recebeu uma ordem de restrição de cinco anos impondo condições.

## Carreira júnior

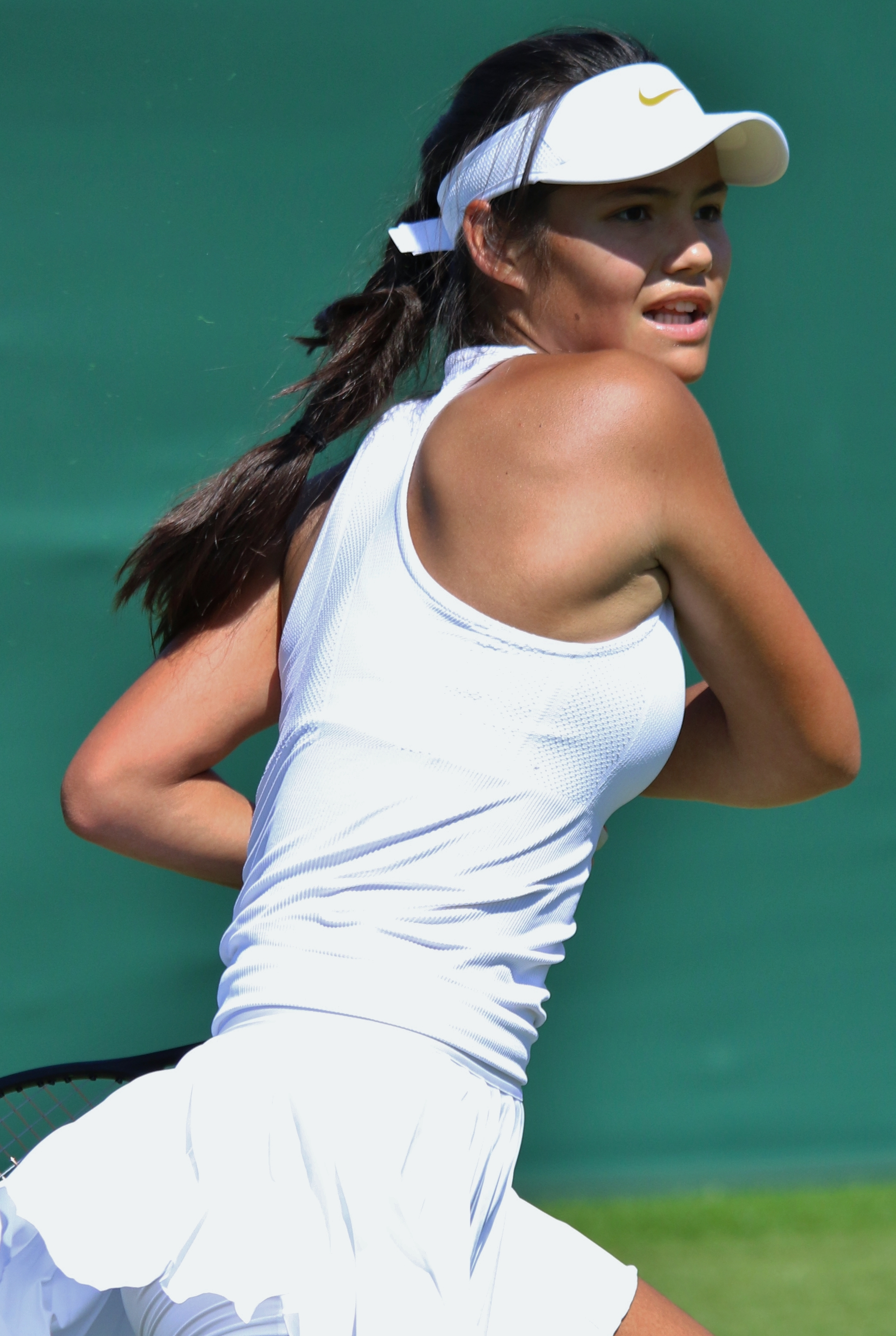
Raducanu durante a qualificatória júnior em Wimbledon em 2018.

Raducanu fez sua estreia em torneios da International Tennis Federation (ITF) em Liverpool no Nike Junior International (evento Grau-5) depois de completar 13 anos, a idade mínima permitida para entrar. Posteriormente, ela venceu o torneio oito dias depois e se tornou a mais jovem vencedora de um torneio ITF Sub-18. Seu sucesso júnior na ITF continuou em 2017 com dois títulos em fevereiro nos eventos Yonex ITF Hamburg e ITF Oslo Open Grau-4.
Raducanu venceu o torneio feminino "ITF Chandigarh Lawn Tennis" em janeiro de 2018. Em 2018, ela venceu os torneios juniores de grau 3 da ITF em Chandigarh e de grau 2 em Nova Delhi, ambos na Índia. Raducanu derrotou Diana Khodan da Ucrânia na final em Chandigarh, disputada no Lawn Tennis Association Stadium, onde venceu em dois sets. Ela ganhou dois títulos adicionais no mês seguinte, quatro no total em 2018 e sete ao longo de sua carreira júnior, com vitórias na Biotehnos Cup e nos eventos Šiauliai Open Grau-2.
Mais tarde naquele ano, ela alcançou as quartas de final de simples femininas no em Wimbledon e no US Open. Em Wimbledon, Raducanu derrotou Leylah Fernandez na segunda rodada, uma vitória que ela repetiria na final (sênior) do US Open três anos depois.
Raducanu se profissionalizou em 2018. Ela alternou entre torneios juniores e profissionais durante 2018 e 2019.

## Carreira profissional

### 2018–2020: Circuito ITF e Fed Cup

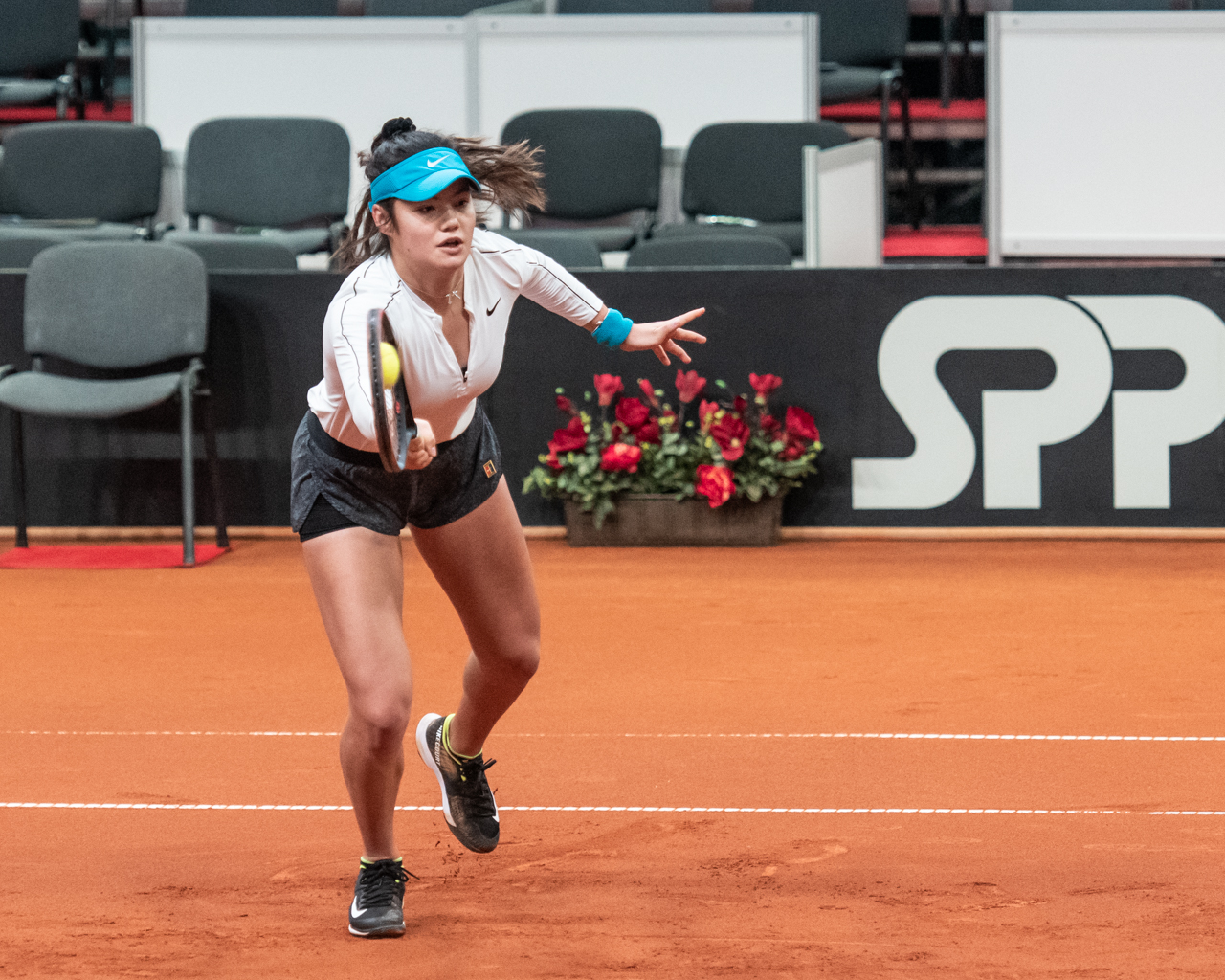
Raducanu durante as qualificatórias da Billie Jean King Cup em fevereiro de 2020.

Raducanu fez sua estreia no circuito feminino da ITF em 2018 e garantiu seu primeiro título do ano em maio no $ 15.000 ITF Tiberíades. Ela terminou a temporada com um segundo título de US$ 15.000 em outubro no ITF Antalya.
Em 2019, Raducanu competiu em Maharashtra, na Índia. Ela se aposentou na segunda rodada do torneio US$ 25K Solapur Open. Ela venceu um evento de US$ 25.000 em Pune, Índia, em dezembro; na final no Deccan Gymkhana Ground, ela venceu Naiktha Bains em três sets. Suas vitórias nas semifinais e nas quartas de final aconteceram em três sets. Na Fed Cup (eventualmente Billie Jean King Cup) em 2019, ela foi parceira de rebatidas do time britânico. Ela foi então selecionada para jogar pelo time nas eliminatórias de 2020, depois que Johanna Konta se retirou para se concentrar nas Olimpíadas. Na época, Raducanu foi descrita como "a jogadora britânica com maior potencial de sua geração". Ela teria feito parceria com Bains nas eliminatórias de duplas contra a Eslováquia, mas a partida não foi disputada. Questionada sobre ter sido convocada para a seleção britânica quando adolescente, Raducanu disse: "Ser um pouco azarão é ótimo porque você pode ir lá sem medo".
Em 2020, muitos eventos de tênis foram cancelados devido à pandemia de COVID-19. Raducanu participou de partidas de exibição e pequenos torneios no Reino Unido. Ela ganhou o título "LTA British Tour Masters" da Lawn Tennis Association em dezembro de 2020. Ela também dedicou tempo aos estudos acadêmicos, preparando-se para os exames do "A Level", que prestou em 2021.

### 2021: Título do US Open e top 20

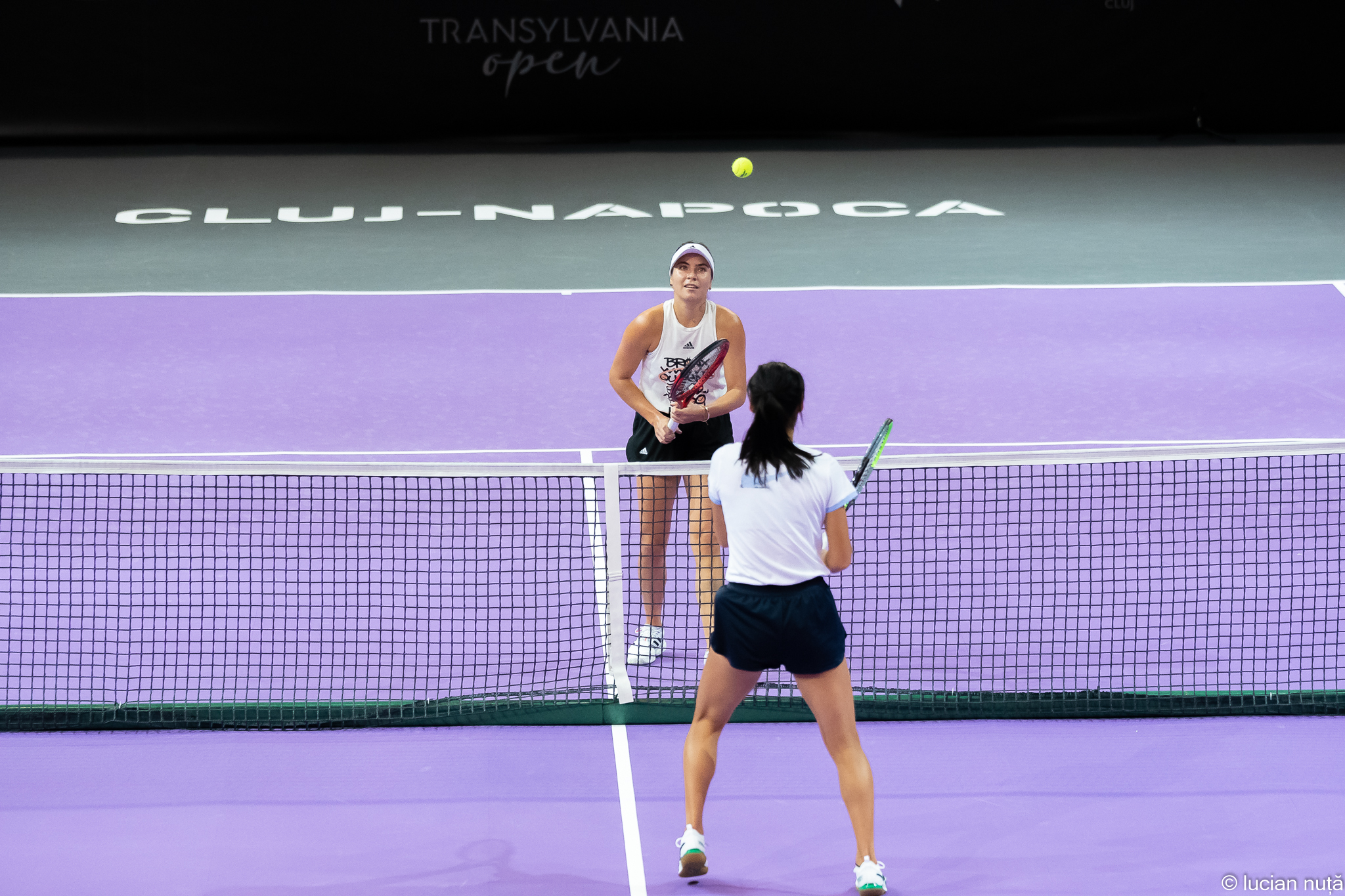
Raducanu (de costas) e Elena Ruse treinando juntas no Transylvania Open em 2021.

Raducanu começou a treinar com o técnico Nigel Sears no final de abril de 2021. No início de junho, Raducanu fez sua estreia na chave principal do WTA Tour no Nottingham Open como uma entrada por "wild card". Ela perdeu na primeira rodada para a britânica Harriet Dart.
No final de junho, Raducanu fez sua estreia na chave principal de um Grand Slam também recebendo um "wild card" para o Torneio de Wimbledon. Ela avançou para a terceira rodada com vitórias iniciais sobre Vitalia Diatchenko e Markéta Vondroušová. Ela foi a mulher britânica mais jovem a chegar à terceira rodada de Wimbledon desde Elena Baltacha em 2002. Ela então derrotou Sorana Cîrstea para chegar à quarta rodada, tornando-se a mulher britânica mais jovem a chegar às oitavas de final na "Era Aberta", e entrando no top 200. Raducanu se retirou no segundo set de sua partida da quarta rodada contra Ajla Tomljanovic, depois de sentir dificuldades respiratórias e enjoo.
Em julho, Raducanu mudou seu treinador de Sears para Andrew Richardson, um de seus treinadores como juvenil. Richardson foi escolhido para treinar Raducanu durante a US Open Series. Raducanu então jogou no Silicon Valley Classic, o primeiro torneio feminino da US Open Series anual, em agosto, depois de receber novamente um "wildcard" para entrar no torneio; ela perdeu na primeira rodada para Zhang Shuai. Ela chegou à final do evento WTA 125 em Chicago, onde perdeu para Clara Tauson. Os pontos no ranking WTA que ela ganhou a levaram a uma nova posição no ranking mundial, a de número 150.
No US Open, Raducanu entrou na chave principal vinda da qualificatória. Raducanu, 150º colocada no ranking mundial, teve que disputar três partidas nas eliminatórias para chegar à chave principal. Na chave principal, ela derrotou Stefanie Vögele, Zhang Shuai, Sara Sorribes Tormo, Shelby Rogers, Belinda Bencic, Maria Sakkari e Leylah Fernandez para vencer o US Open. Em seu caminho para o título, ela avançou para as semifinais sem perder um set e se tornou a quinta jogadora na "Era Aberta" a chegar a uma semifinal de Grand Slam vinda da eliminatória. Ao avançar para a final do US Open, Raducanu entrou no top 25 e se tornou a nº 1 britânica. Ela se tornou a quinta jogadora na "Era Aberta" a chegar à semifinal em sua estreia no US Open, e a primeira mulher britânica a chegar à final do US Open desde Virginia Wade em 1968. Raducanu derrotou Leylah Fernandez em dois sets, vencendo com um ace de 109 mp/h (170,59 km/h), naquela que foi a primeira final de simples feminina entre duas "juvenis" (ambas completaram 19 anos naquele ano) desde o US Open de 1999. Ela ganhou o título sem perder um set, a primeira mulher a fazê-lo no US Open desde Williams em 2014. Raducanu foi a primeira vinda da qualificatória (masculina ou feminina) a vencer um torneio de Grand Slam na "Era Aberta". Como resultado de sua vitória no US Open, Raducanu subiu para a 23ª posição no ranking, um salto de 332 posições em relação ao início do ano. Raducanu recebeu mensagens de congratulações de várias figuras notáveis, incluindo Elizabeth II e Catarina, Duquesa de Cambridge.
Menos de duas semanas após sua vitória no US Open, Raducanu optou por não estender seu acordo de treinadora com Richardson. Ela entrou no Indian Wells Open em outubro de 2021, aceitando uma vaga por "wild card" na chave principal. Embora ela estivesse sem treinador, o ex-nº 1 britânico Jeremy Bates a ajudou no evento. Raducanu perdeu em dois sets em sua primeira partida contra Aliaksandra Sasnovich. Após sua derrota em Indian Wells, ela se retirou da Kremlin Cup alegando mudanças no cronograma.
No final de outubro, Raducanu entrou no Transylvania Open, em Cluj-Napoca, na Romênia, como terceira cabeça-de-chave. Lá, ela conquistou sua primeira vitória no "WTA Tour" ao derrotar Polona Hercog. Ela avançou para as quartas de final ao derrotar Ana Bogdan, antes de perder para Marta Kostyuk em dois sets. Seu último evento do "WTA Tour" de 2021 foi o Linz Open, no qual ela entrou como cabeça-de-chave pela primeira vez. Ela perdeu em sua partida das oitavas de final contra Wang Xinyu, em três sets. Logo após o torneio, ela anunciou que havia contratado um técnico permanente, nomeando Torben Beltz para o cargo.
Depois de terminar o WTA Tour 2021 em um recorde de carreira como nº 19 do mundo, Raducanu participou de uma partida de exibição contra Elena-Gabriela Ruse no evento Champions Tennis no Royal Albert Hall em 28 de novembro de 2021 e venceu em dois sets. Ela estava programada para enfrentar Bencic em outra exibição no Mubadala Championship, antes de desistir após testar positivo para COVID-19.

### 2022: Ano inteiro em turnê, top 10, problemas com lesões

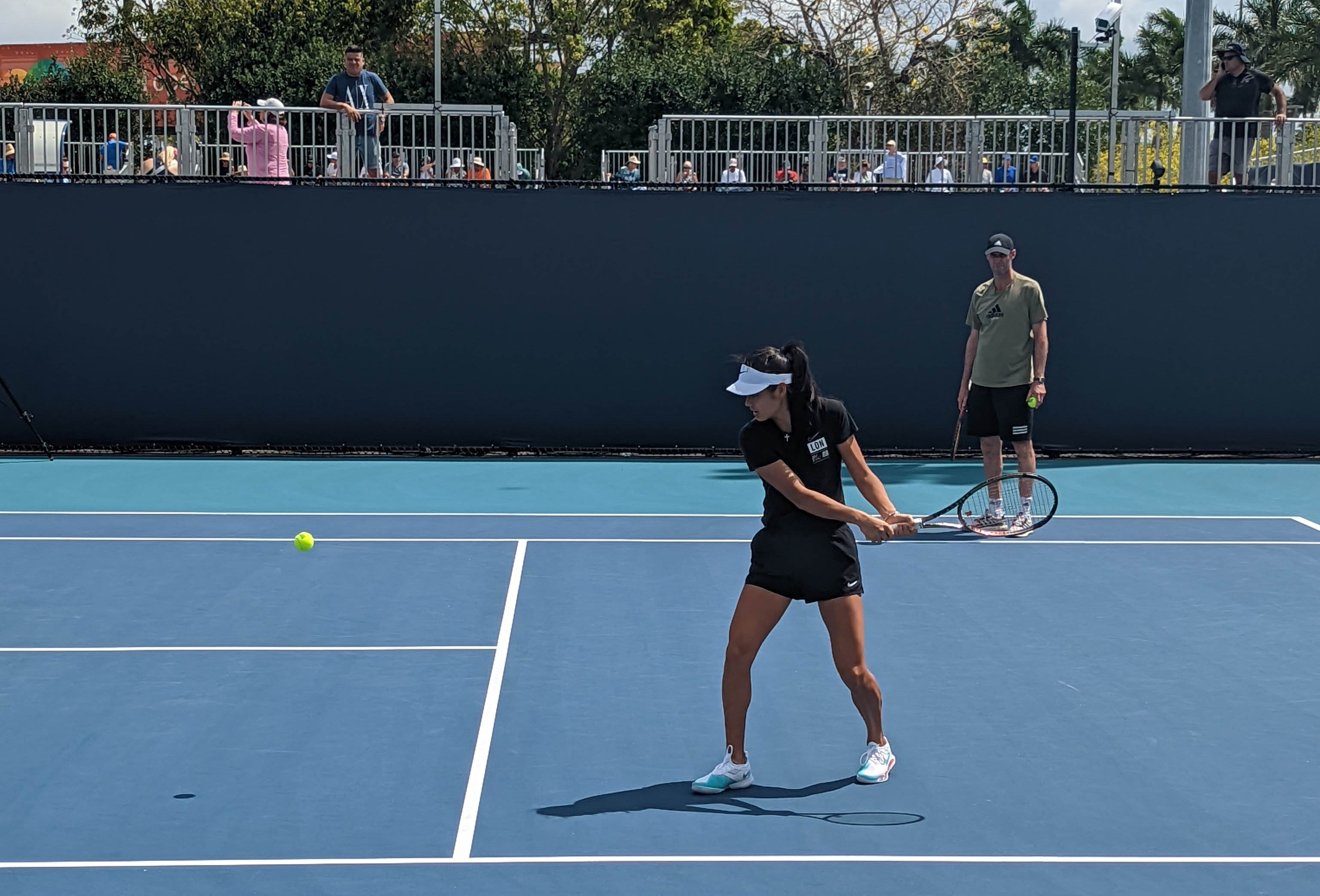
Raducanu com o técnico Torben Beltz no Miami Open de 2022.

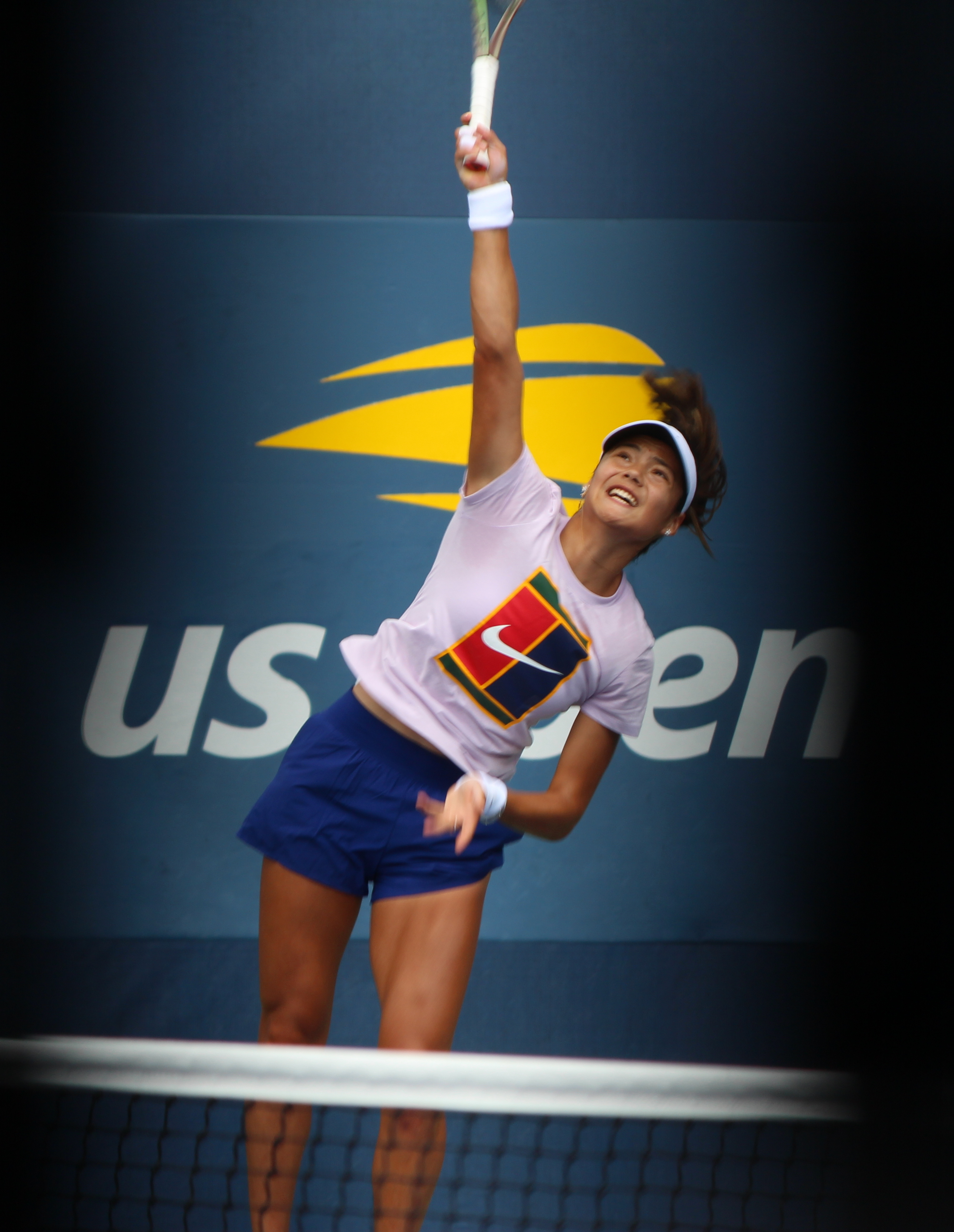
Raducanu no US Open de 2022.

Raducanu estava programada para começar a temporada no Melbourne Summer Set, mas desistiu, citando seu recente surto de COVID-19. Ela começou a temporada no Sydney International com uma derrota bastante assimétrica para Elena Rybakina na primeira rodada. Ela alcançou o recorde de sua carreira em 18º lugar em 10 de janeiro de 2022 e fez sua estreia no Australian Open como a 17ª cabeça-de-chave, onde derrotou a campeã do US Open de 2017 e ex-3º mundial Sloane Stephens na primeira rodada. Ela foi derrotada por Danka Kovinic na segunda rodada, atribuindo a derrota a uma bolha na mão da raquete. Em 14 de fevereiro de 2022, ela subiu para uma nova posição no ranking de simples, o mais alto da carreira, de Nº 12. No Abierto Zapopan, ela se retirou da partida da primeira rodada contra Daria Saville no terceiro set, devido a uma lesão adquirida durante a partida de mais de três horas e meia, a então mais longa da temporada WTA, depois de ter sacado para a partida um set antes. Posteriormente, ela retirou-se do Monterrey Open devido à "pequena lesão na perna esquerda" relatada.
Esta temporada marcou sua primeira aparição no "Sunshine Double" (Miami e Indian Wells Opens), depois de ter jogado apenas em Indian Wells antes. Seu único sucesso veio no Indian Wells Open com uma vitória sobre a ex-nº 4 mundial Caroline Garcia em sua primeira partida antes de perder na rodada seguinte. O início da temporada em quadra dura terminou com uma derrota na primeira partida em sua estreia no Miami Open.
Em março, ela foi anunciada na seleção britânica para as classificatórias da Billie Jean King Cup; essas partidas marcaram sua primeira vez na competição, assim como sua primeira partida da temporada no saibro. Ela estreou como cabeça-de-chave da Grã-Bretanha em uma disputa contra a República Tcheca. Ela garantiu sua primeira vitória profissional no saibro em sua primeira partida do torneio contra Tereza Martincová em dois sets. Ela foi derrotada por Markéta Vondroušová em sua segunda partida do torneio de qualificação após sofrer problemas de bolhas no pé direito. Depois disso, sua temporada continuou com uma estreia na temporada WTA no saibro no Stuttgart Open em abril, onde ela garantiu sua primeira vitória no WTA Tour no saibro contra Storm Sanders na primeira rodada. Ela avançou para suas primeiras quartas de final em um evento de nível [Torneios WTA 500|[WTA 500]] e foi derrotada pela número 1 do mundo, Iga Swiatek. Esta foi sua primeira partida contra uma jogadora classificada como nº 1.
Depois de apenas cinco meses trabalhando juntos, Raducanu anunciou a separação de seu treinador Torben Beltz para usar um novo modelo de treinamento com o apoio da Lawn Tennis Association (LTA) nesse ínterim. Essa mudança incluiu a adição do técnico da LTA, Louis Cayer, como consultor em sua técnica, principalmente saques, tendo trabalhado juntos desde o início de abril. Em maio, Raymond Sarmiento começou a trabalhar como seu parceiro de rebatidas. Ela foi auxiliada por Iain Bates da LTA no lugar de um treinador em sua estreia no Aberto de Madri. Após a participação nas quartas de final de Stuttgart, o restante de sua temporada em quadra de saibro teve pouco sucesso com eliminações nas primeiras rodadas do Aberto de Madri, Aberto da Itália e em sua estreia no Aberto da França, onde perdeu para Aliaksandra Sasnovich. Isso incluiu uma desistência na primeira rodada do Aberto da Itália contra a ex-campeã mundial nº 4 e campeã do US Open de 2019, Bianca Andreescu, após sofrer uma lesão nas costas durante a partida.
A temporada de quadra de grama começou no Nottingham Open, onde ela enfrentou Viktorija Golubic na primeira rodada. Após apenas 33 minutos do primeiro set, ela desistiu devido a uma lesão. Esperava-se que Raducanu entrasse como uma das 20 primeiras "wild card" em Eastbourne, mas não entrou devido à lesão em curso. Mesmo assim, ela entrou em Wimbledon, como 10ª cabeça-de-chave. Ela foi derrotada por Caroline Garcia na segunda rodada após uma vitória na primeira sobre Alison Van Uytvanck. Ela alcançou o top 10 no ranking em 11 de julho de 2022.
Raducanu começou a US Open Series entrando no Washington Open em agosto. Como 2ª cabeça-de-chave, ela avançou para sua segunda quartas de final da temporada, onde foi derrotada depois de jogar a partida de dois sets mais longa da temporada de 2022, na rodada anterior. Raducanu também fez sua estreia profissional em duplas no torneio com Clara Tauson, perdendo na primeira rodada. Ela também começou a trabalhar com o técnico Dmitry Tursunov em caráter experimental. Ela estreou no Canadian Open, onde foi derrotada pela vencedora do torneio de 2021, Camila Giorgi, na primeira rodada. A temporada de verão em quadra dura continuou com uma derrota na terceira rodada no Cincinnati Open, após vitórias convincentes contra as ex-jogadoras nº 1 do mundo, Serena Williams e Victoria Azarenka. Ela se tornou a primeira jogadora na história a vencer aplicando um "pneu" (vencer um set por 6-0) contra Williams e Azarenka. Raducanu entrou no US Open de 2022 sendo a atual campeã, como 11ª cabeça-de-chave. Em sua primeira partida, Raducanu perdeu para Alizé Cornet em dois sets e se tornou a terceira mulher na história do US Open a perder sua primeira partida no ano seguinte à conquista do título. Não tendo conseguido defender nenhum dos pontos que conquistou com o título no ano anterior, Raducanu ficou fora do top 80 no ranking.
A eliminação precoce do US Open foi seguida por uma derrota na segunda rodada do Aberto da Eslovênia, onde ela recebeu um tempo médico para cuidar de sua perna esquerda. No Korea Open, Raducanu avançou para sua primeira semifinal da temporada, onde se retirou no terceiro set para a cabeça-de-chave Jelena Ostapenko devido a uma lesão no glúteo esquerdo. Esta foi sua quarta desistência durante partidas da temporada. Depois de ser eliminada na primeira rodada no Ostrava Open, sua temporada WTA terminou depois de se retirar do Transylvania Open e do Guadalajara Open devido a uma lesão no pulso. Depois disso, o teste de treinamento com Tursunov foi concluído sem uma extensão e o preparador físico Jez Green foi adicionado à equipe. A lesão no pulso também levou a uma desistência das finais da Billie Jean King Cup Finals algumas semanas depois. Depois de terminar a temporada classificada como nº 75 do mundo, ela foi derrotada pela nº 2 do mundo, Ons Jabeur, em uma partida de exibição no Mubadala World Tennis Championship, onde também começou a trabalhar com Sebastian Sachs como seu novo treinador em caráter experimental.

### 2023: Fica fora do top 75 e continua com problemas de saúde
Classificada em 78º lugar, Raducanu voltou à turnê no Auckland Open em janeiro. Depois de derrotar a adolescente tcheca Linda Fruhvirtová na primeira rodada, ela se retirou na segunda rodada após sofrer uma lesão no tornozelo esquerdo. Tendo se recuperado com uma curta reviravolta para o Australian Open, ela avançou para a segunda rodada, onde foi derrotada pela número 7 do mundo, Coco Gauff. Após um período de treinamento e recuperação de mais de um mês após a Austrália, o planejado retorno à turnê no ATX Open foi interrompido após a desistência devido a amigdalite. Posteriormente, ela retirou-se de um evento de exibição em Indian Wells para continuar os preparativos para o torneio principal. Atualmente, ela está programada para jogar o Indian Wells Open e o Miami Open.

### 2024: Retorno depois da lesão e de volta ao top 250
Raducanu iniciou a temporada de forma discreta. Participou do ASB Classic  onde venceu Elena-Gabriela Ruse na primeira rodada e perdeu para Elina Svitolina na segunda, ambos jogos de três sets. Em seguida, Raducanu entrou diretamente no Australian Open. Ela passou bem por Shelby Rogers na primeira rodada em sets diretos. Já na segunda rodada perdeu para Elina Avanesyan em jogo de três sets.
Prosseguindo sua campanha em quadras duras, agora no Oriente Médio, Raducanu participou do Abu Dhabi Open, onde, como "wild card" venceu Marie Bouzková na primeira rodada em sets diretos e perdeu para a "cabeça de chave" N° 2 Ons Jabeur na segunda, também em sets diretos.
Raducanu começou sua temporada em quadras de saibro com o time da Grã-Bretanha na Billie Jean King Cup, na disputa contra a França em Le Portel. Ela derrotou Caroline Garcia e Diane Parry para ajudar a Grã-Bretanha a se classificar para as finais da Billie Jean King Cup. Raducanu também recebeu um "wild card" para o Stuttgart Open e derrotou a "wild card" local Angelique Kerber e Linda Noskova, ambos os jogos em sets diretos, para chegar às suas primeiras quartas de final desde 2022. Como resultado, ela subiu mais de 80 posições, retornando ao Top 250 do ranking. Nas quartas de final, ela perdeu para a nº 1 do mundo, Iga Swiatek em uma partida equilibrada. Raducanu utilizou outro "wild card" para participar do Aberto de Madri, mas perdeu na primeira rodada para María Lourdes Carlé [en] em sets diretos. Seu próximo compromisso, foi o Nottingham Open, no qual chegou às semifinais, onde perdeu para Katie Boulter em jogo de três sets.

## Estilo de jogo

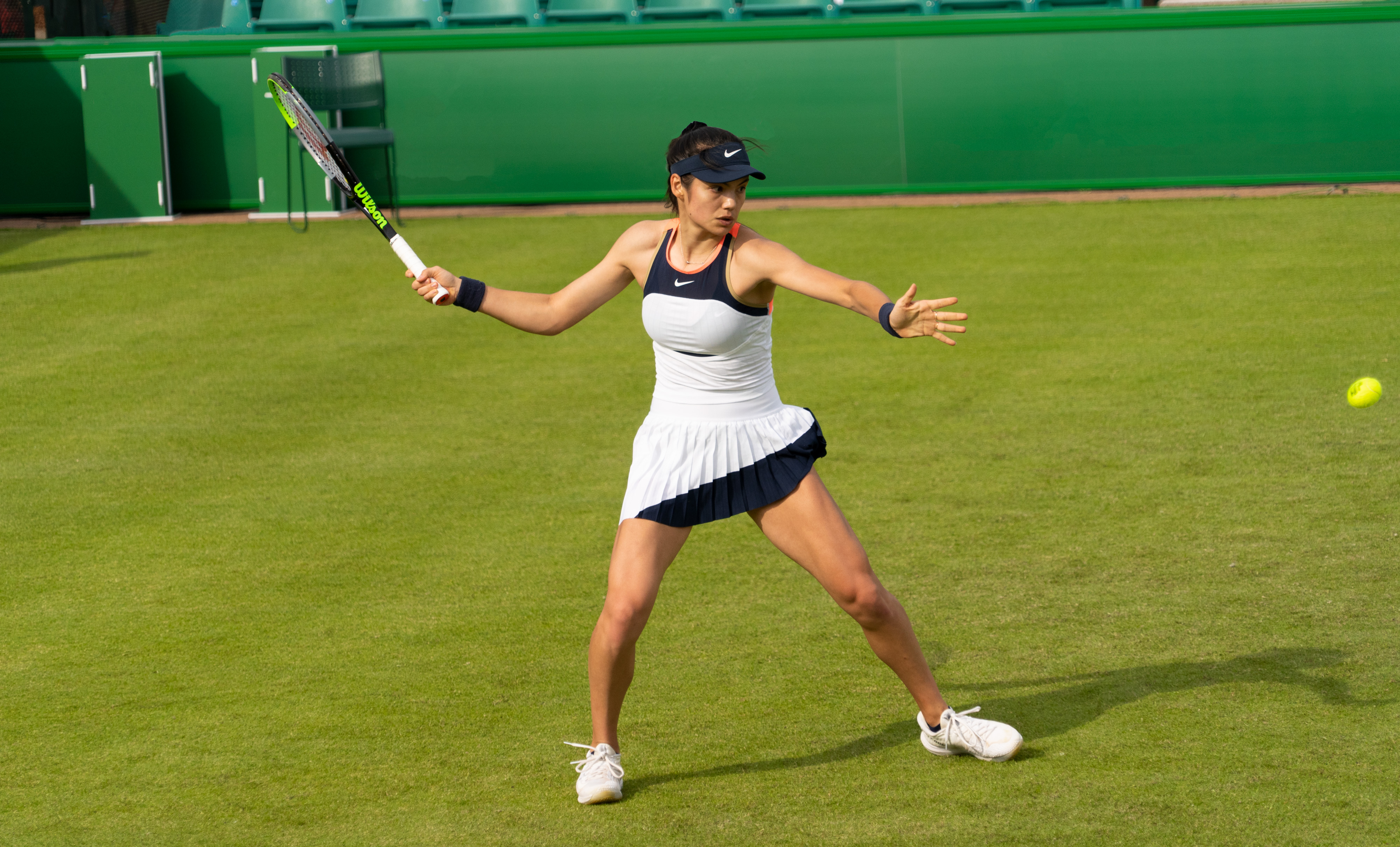
Emma Raducanu executando um "forehand" no Nottingham Open de 2021.

Raducanu é principalmente uma jogadora de linha de base, com um estilo de jogo agressivo. Ela acerta a bola cedo e é perita em redirecionar a força dos golpes para as linhas. Seu melhor golpe é o backhand de duas mãos, que foi descrito como "de classe mundial" pela ex-número 1 britânica Anne Keothavong. Raducanu pode usar seu backhand com uma mão com slice, para quebrar o ritmo das jogadas e interromper o ritmo de seu oponente, mas ela não usa esse golpe com frequência.
Raducanu tem um forehand forte, embora seja menos preciso do que seu backhand. Seu saque é forte, chegando a 110 mph (180 km/h), e ela tem um "toss" consistente e um posicionamento preciso do saque. O saque mais eficaz de Raducanu é um saque amplo e fatiado, que ela usou durante o US Open de 2021. O segundo saque de Raducanu é normalmente feito em uma velocidade mais alta do que a média da Women's Tennis Association (WTA), a 93 mph (150 km/h), permitindo que ela jogue ofensivamente mesmo depois de errar o primeiro saque. Ela é conhecida por seu retorno de saque. Ela mantém as oponentes no fundo da quadra pegando a bola cedo e acertando com força na linha, enquanto ataca segundos saques curtos indo para as "devoluções vencedoras" ("winners").
Sua movimentação, cobertura da quadra, "footwork", velocidade e antecipação permitem que ela se movimente muito e se defenda de forma eficaz contra as adversárias. Ela combina uma boa construção de pontos com flexibilidade tática, dificultando a leitura de seu jogo pelas oponentes. Apesar de normalmente jogar da linha de base, Raducanu é uma jogadora de rede capaz e possui um "drop shot" eficaz. Raducanu se sente confortável em todas as superfícies, embora tenha afirmado que prefere quadras duras, onde conquistou seu primeiro título de Grand Slam.

## Endossos
Raducanu é patrocinada pela Nike para roupas e calçados, e pela Wilson para raquetes, atualmente endossando a linha de raquetes Wilson Blade; apesar disso, ela usa a Wilson Steam 100 na quadra, pintada como um Wilson Blade.
A popularidade e a comercialização de Raducanu aumentaram consideravelmente após sua vitória no US Open, com analistas esportivos notando seu potencial para atrair vários mercados. Seu patrimônio líquido foi estimado em £ 12 milhões em um artigo de junho de 2022. Raducanu assinou com a agência esportiva IMG enquanto estava no circuito júnior e foi representada pelo executivo Max Eisenbud. Ela foi classificada como a 12ª atleta mais vendável do mundo em 2022 pela SportsPro.
Em setembro de 2021, Raducanu tornou-se embaixadora da marca de joias Tiffany & Co. e Dior em outubro de 2021. Em dezembro de 2021, ela assinou com a British Airways e a marca francesa de água engarrafada Evian. Ela também estrelou ao lado de outros esportistas e celebridades britânicas em um anúncio de Natal para a varejista de artigos esportivos Sports Direct em novembro de 2021.
Raducanu tornou-se embaixadora da empresa de telecomunicações britânica Vodafone e da fabricante de automóveis alemã Porsche em março de 2022. Em junho de 2022, Raducanu assinou um contrato de quatro anos com o banco multinacional britânico HSBC. Na preparação para o Torneio de Wimbledon de 2022, Raducanu estrelou uma série de campanhas de marketing para a Vodafone e a Evian, que também são patrocinadoras de Wimbledon.

## Prêmios e honrarias
Em novembro de 2021, Raducanu foi nomeada Esportista do Ano pelo Sunday Times. O The Guardian classificou a final do US Open de 2021 em 47º lugar em sua lista dos 50 melhores programas de TV de 2021. Raducanu ganhou o prêmio de Esportista do Ano e o Troféu Peter Wilson de estreante internacional em dezembro de 2021, concedido pela Associação de Jornalistas Esportivos. Ela foi eleita a Revelação do Ano da WTA em 2021 pela WTA. Em 19 de dezembro de 2021, Raducanu foi eleita a Personalidade Esportiva do Ano da BBC, tornando-se a primeira tenista a ganhar o troféu desde Virginia Wade em 1977. Ela foi nomeada "Membro da Ordem do Império Britânico" (MBE) nas honras de Ano Novo de 2022 por sua contribuição ao tênis.
Em março de 2022, Raducanu foi nomeada Sports Star of the Year no Stylist's Remarkable Women Awards 2022. Em abril de 2022, Raducanu ganhou o Prêmio Laureus do Esporte Mundial de revelação do ano. Ela ganhou o prêmio de Melhor Atleta, Tênis Feminino no ESPY Awards de 2022.

## Finais da WTA

### Simples: 1 final (1 título)
| Legenda          |
| ---------------- |
| Grand Slam (1–0) |
| WTA Tour (0–0)   |
| WTA 1000 (0–0)   |
| WTA 500 (0–0)    |
| WTA 250 (0–0)    |

| Finais por piso |
| --------------- |
| Duro (1–0)      |
| Saibro (0–0)    |
| Grama (0–0)     |
| Carpete (0–0)   |

| Resultado | N.  | Data                   | Torneio | Categoria  | Piso | Oponente         | Placar   |
| --------- | --- | ---------------------- | ------- | ---------- | ---- | ---------------- | -------- |
| Campeã    | 1–0 | 11 de setembro de 2021 | US Open | Grand Slam | Duro | Leylah Fernandez | 6–4, 6–3 |

## Finais de torneios WTA 125K

### Simples: 1 final (1 vice)
| Resultado | N.  | Data     | Torneio              | Categoria | Piso | Oponente     | Placar        |
| --------- | --- | -------- | -------------------- | --------- | ---- | ------------ | ------------- |
| Vice      | 0–1 | Ago 2021 | WTA 125 Chicago, EUA | WTA 125K  | Duro | Clara Tauson | 1–6, 6–2, 4–6 |

## Finais da ITF

### Simples: 5 finais (3 títulos, 2 vices)
| Legenda                 |
| ----------------------- |
| Torneios $100,000 (0–0) |
| Torneios $80,000 (0–0)  |
| Torneios $60,000 (0–0)  |
| Torneios $25,000 (1–1)  |
| Torneios $15,000 (2–1)  |

| Finais por superfície |
| --------------------- |
| Duro (3–2)            |
| Saibro (0–0)          |
| Grama (0–0)           |
| Carpete (0–0)         |

| Resultado | V–D | Data      | Torneio              | Categoria | Piso | Oponente         | Placar        |
| --------- | --- | --------- | -------------------- | --------- | ---- | ---------------- | ------------- |
| Campeã    | 1–0 | Maio 2018 | ITF Tiberias, Israel | 15,000    | Duro | Hélène Scholsen  | 7–6(7–3), 6–4 |
| Campeã    | 2–0 | Out 2018  | ITF Antalya, Turquia | 15,000    | Duro | Johana Marková   | 6–4, 6–2      |
| Vice      | 2–1 | Mar 2019  | ITF Tel Aviv, Israel | 15,000    | Duro | Corinna Dentoni  | 4–6, 3–6      |
| Campeã    | 3–1 | Dez 2019  | ITF Pune, Índia      | 25,000    | Duro | Naiktha Bains    | 3–6, 6–1, 6–4 |
| Vice      | 3–2 | Mar 2020  | ITF Sunderland, UK   | 25,000    | Duro | Viktoriya Tomova | 6–4, 4–6, 3–6 |

## Recorde contra jogadoras Top 10
Jogadoras ativas em negrito
| Jogadora        | Anos    | Recorde | Vitórias % | Duro | Saibro | Grama | Último jogo                                       |
| --------------- | ------- | ------- | ---------- | ---- | ------ | ----- | ------------------------------------------------- |
| Número 3        |         |         |            |      |        |       |                                                   |
| Paula Badosa    | 2019    | 1–0     | 100%       | 1–0  | –      | –     | Venceu (6–1, 6–2) no ITF de Bolton em 2019        |
| Maria Sakkari   | 2021    | 1–0     | 100%       | 1–0  | –      | –     | Venceu (6–1, 6–4) no US Open de 2021              |
| Sloane Stephens | 2022    | 1–0     | 100%       | 1–0  | –      | –     | Venceu (6–0, 2–6, 6–1) no Australian Open de 2022 |
| Número 4        |         |         |            |      |        |       |                                                   |
| Belinda Bencic  | 2021    | 1–0     | 100%       | 1–0  | –      | –     | Venceu (6–3, 6–4) no US Open de 2021              |
| Caroline Garcia | 2022    | 1–0     | 100%       | 1–0  | –      | –     | Venceu (6–1, 3–6, 6–1) em Indian Wells 2022       |
| Total           | 2019–22 | 5–0     | 100%       | 5–0  | 0–0    | 0–0   | Estatísticas atualizadas até 4 de abril de 2022.  |